# John Graunt
John Graunt (Londres, 24 de abril de 1620-Londres, 18 de abril de 1674) fue un estadístico inglés a quien se considera el primer demógrafo, el fundador de la bioestadística y el precursor de la epidemiología. Aunque su verdadera profesión fue mercero y comerciante de tejidos, ajeno al mundo científico, sus actividades sociales en la ciudad de Londres le permitieron acceder a los boletines de mortalidad (Bills of Mortality) que fueron la base documental sobre la que estableció sus investigaciones estadísticas, actuariales y demográficas.

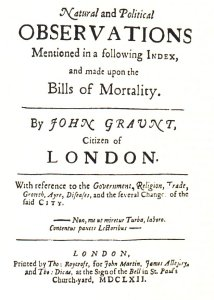
Portada de título del libro de John Graunt Observations on the Bills of Mortality (1662).

## Desarrollo de la demografía moderna
Graunt, junto a su amigo y discípulo William Petty, desarrolló los primeros censos de carácter estadístico. Los métodos que utilizaron sirvieron más tarde de marco para la demografía moderna. Se le atribuye la creación de la primera tabla de vida (life table) o tabla de mortalidad, que expresaba las probabilidades de supervivencia para cada edad. Graunt también está considerado como uno de los primeros expertos en epidemiología, en su libro aparece su preocupación por las estadísticas de salud pública.

## Publicaciones

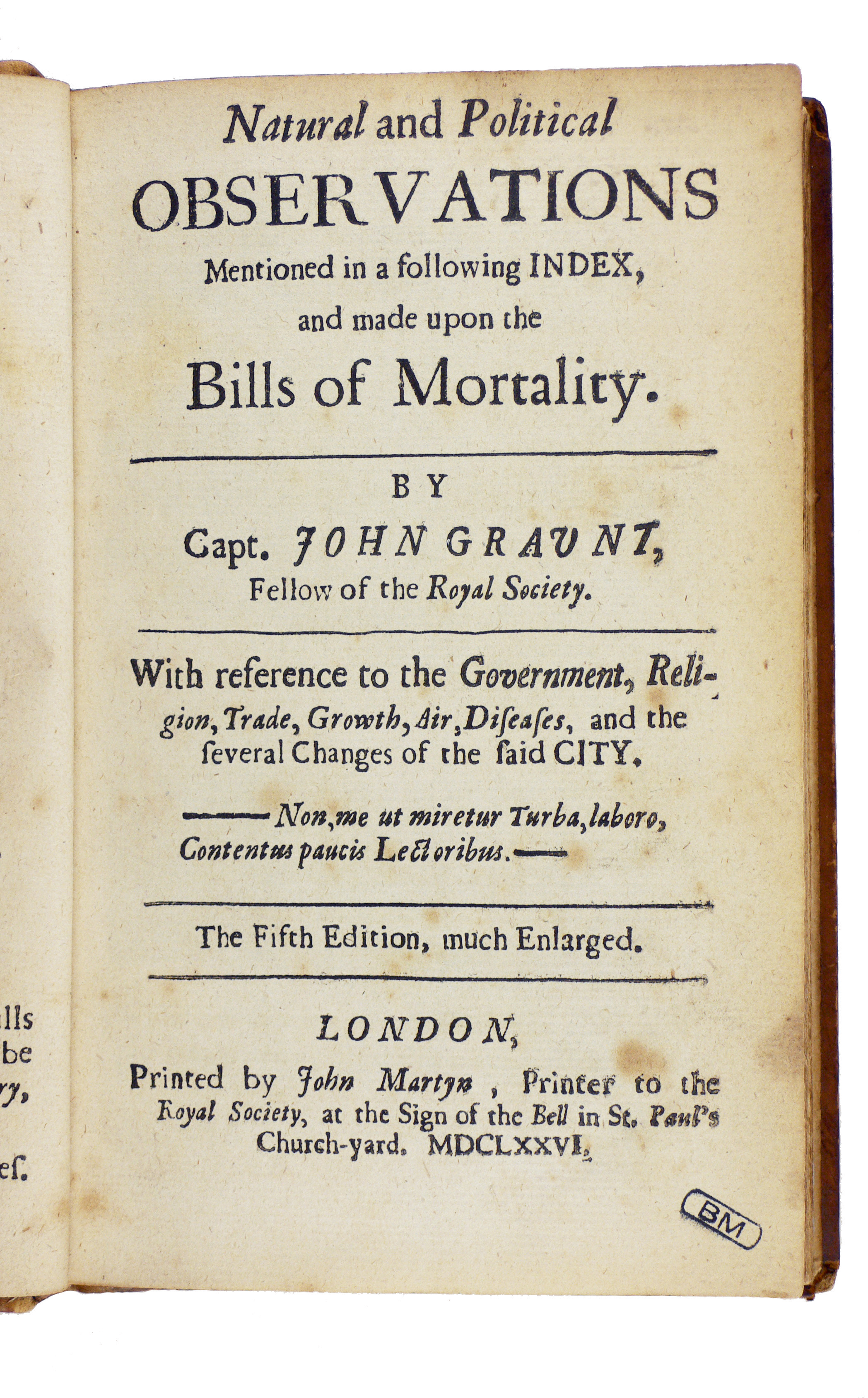
Bills of Mortality, 1676.

Natural and Political Observations Made upon the Bills of Mortality (1662)
Es su obra más conocida. En ella utiliza los datos de tasas de mortalidad del Londres de Carlos II de Inglaterra y otros datos para intentar crear un sistema para avisar de la aparición y propagación de la peste bubónica en la ciudad. Aunque el sistema nunca se llegó a crear, el trabajo de Graunt en el estudio de los informes de mortalidad dio lugar a la primera estimación estadística de la población de Londres.
La erudición del libro permitió a Graunt presentar su obra ante la Royal Society y, posteriormente, ser elegido miembro de la misma. En un principio, los miembros de la Royal Society no querían tener nada que ver con Graunt, incómodos con la idea de que un mercero pudiera ser elegido como miembro. Afortunadamente para Graunt, Carlos II de Inglaterra, hizo caso omiso a estas objeciones y llevó a Graunt a la Royal Society.
Los Bills of Mortality fueron la materia prima para las investigaciones de Graunt. Aportaban datos semanales cada martes -desde el siglo XVI- sobre las muertes registradas en las parroquias de Londres. En estos boletines, desde 1629, también se indicaban las causas de las defunciones, tal y como podían interpretarse en la época, y eran un barómetro en caso de epidemia, sobre todo de peste, que utilizaban los ricos para intentar ponerse a salvo alejándose de la ciudad.
Graunt utilizó los datos de los boletines para investigar los factores biológicos y socioeconómicos de la mortalidad y las consecuencias demográficas y sociales que se derivaban. Puso de relieve la proporción similar de hombres y mujeres en el conjunto de la sociedad; los movimientos migratorios del medio rural a la ciudad y, su logro más importante, la confección de la primera tabla de mortalidad distribuida por edad y por tanto la probabilidad de supervivencia según la edad. No llegó, sin embargo, a calcular la esperanza de vida que podría haber deducido de las tablas de supervivencia.